# گای کالاگان
گای کالاگان (به انگلیسی: Guy Callaghan) (زادهٔ ۷ سپتامبر ۱۹۷۰) شناگر اهل نیوزیلند است.